# Grjúpán
Grjúpán är en isländsk maträtt, som består av rökt och saltad fårlunga. Rätten var vanligare förr än idag. Ofta äts den med potatis och sås.